# Джильотти, Эммануэль
Эммануэль Джильотти (исп. Emmanuel Gigliotti; родился 20 мая 1987 года, Буэнос-Айрес) — аргентинский футболист, нападающий клуба «Насьональ». Выступал за сборную Аргентины.

## Биография
Джильотти начал карьеру в клубе четвёртого дивизиона «Атлетико Хенераль Ламадрид». После успешного сезона он перешёл в «Архентинос Хуниорс», но так и не дебютировал за команду. Летом 2008 года Эммануэль присоединился к «Олл Бойз». 9 августа в матче против «Институто» он дебютировал в Примере B Насьональ. В этом же поединке Эммануэль забил свой первый гол за «Олл Бойз». По окончании сезона Джильотти перешёл в «Атлетико Тукуман». 3 сентября 2009 года в матче против «Уракана» он аргентинской Примере. 8 ноября в поединке против «Тигре» Эммануэль забил свой первый гол за «Атлетико Тукуман».
Летом 2010 года Джильотти перешёл в итальянскую «Новару». 25 сентября в матче против «Ливорно» он дебютировал в итальянской Серии B. 27 ноября в поединке против «Сиены» Эммануэль забил свой первый гол за «Новару».
В начале 2011 года для получения игровой практики Джильотти вернулся в «Олл Бойз». Летом того же года Эммануэль на правах аренды перешёл в «Сан-Лоренсо». 7 августа в матче против «Лануса» он дебютировал за новый клуб. 16 августа в поединке против «Эстудиантес» Джильотти забил свой первый гол за «Сан-Лоренсо». Летом 2012 года Эммануэль в третий раз отправился в аренду, его новым клубом стал «Колон». 4 августа в матче против «Лануса» он дебютировал за новую команду. 11 августа в поединке против «Сан-Мартин Сан-Хуан» Джильотти забил свой первый гол за «Колон». В матчах Южноамериканского кубка против «Расинга» из Авельянеды и парагвайского «Серро Портеньо» он забил по голу. По итогам сезона Джильотти вместе с Игнасио Скокко, стал лучшим бомбардиром чемпионата.
После успешного выступления за «Колон», «Новара» продала Эммануэля в «Бока Хуниорс» за 1,1 млн евро. 7 августа в матче против «Бельграно» он дебютировал за новую команду. 15 сентября в поединке против «Расинга» Джильотти забил свой первый гол за «Бока Хуниорс». В поединках Южноамериканского кубка против «Серро Портеньо» он забил по голу.
В начале 2015 года Эммануэль перешёл в китайский «Чунцин Лифань», подписав однолетний контракт. Сумма трансфера составила 2,8 млн евро. 8 марта в матче против «Бэйцзин Гоань» он дебютировал в китайской Суперлиге. 22 марта в поединке против «Хэнань Цзянье» Джильотти забил свой первый гол за «Чунцин Лифань». В начале 2017 года Эммануэль перешёл в «Индепендьенте». Сумма трансфера составила 1,2 млн евро. 18 марта в матче против «Сан-Мартин Сан-Хуан» он дебютировал за новую команду. 15 апреля в поединке против «Атлетико Рафаэла» Джильотти забил свой первый гол за «Индепендьенте». В том же году он помог клубу завоевать Южноамериканский кубок забив в матчах против парагвайских «Насьоналя», «Либертада» и бразильского «Фламенго» он забил четыре гола.
15 сентября 2011 года в товарищеском матче против сборной Бразилии Джильотти дебютировал за сборную Аргентины.

## Достижения
Командные
- Вице-чемпион Аргентины (1): Финаль 2014
- Чемпион Мексики (1): Апертура 2020
- Обладатель Южноамериканского кубка (1): 2017
- Обладатель Кубка банка Суруга (1): 2018

Личные
- Лучший бомбардир аргентинской Примеры (1): Финаль 2013 (11 голов)